# Schloss Jezeří

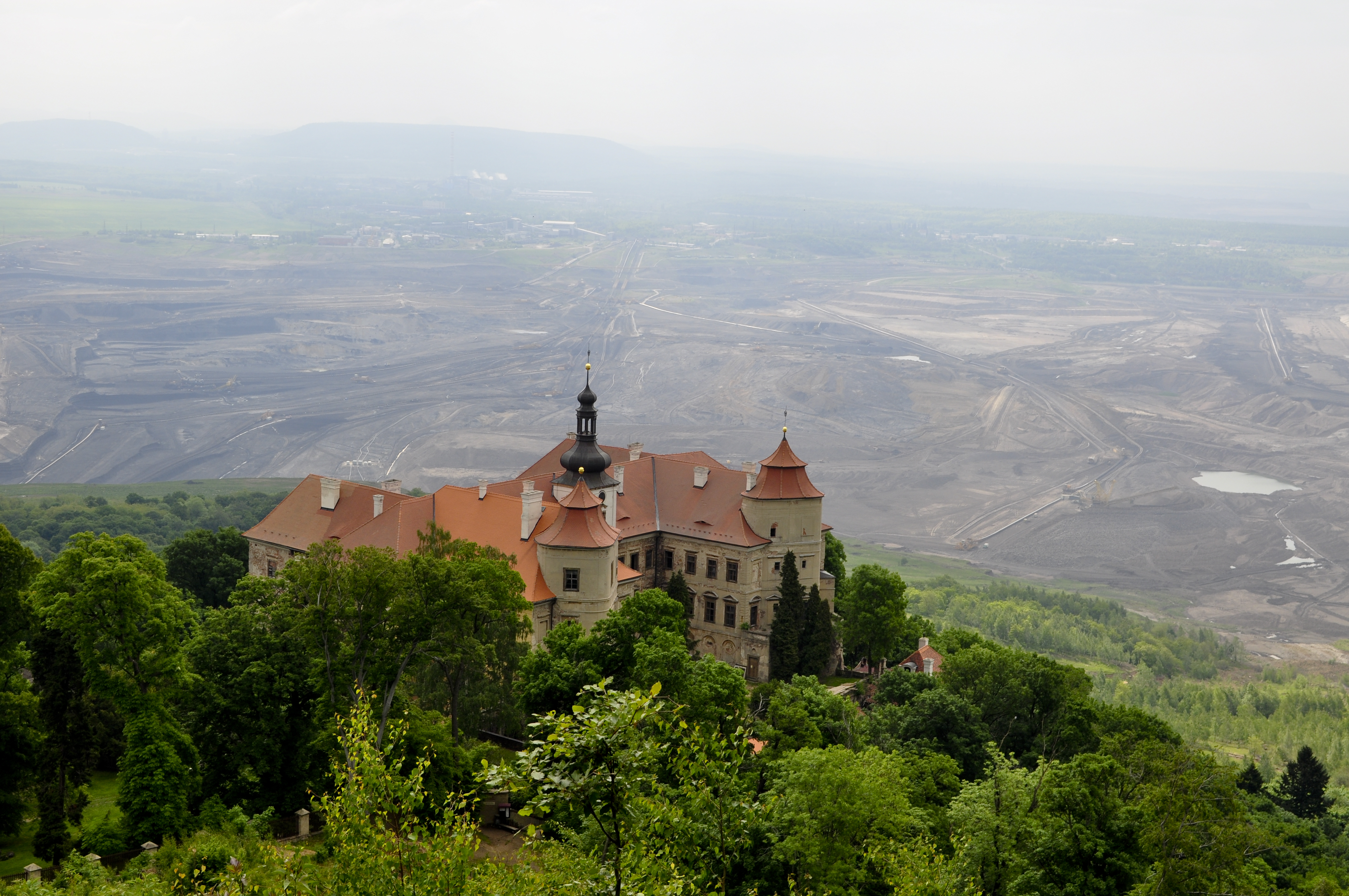
Blick vom Erzgebirge über Schloss Jezeří zum Braunkohle-Großtagebau Důl ČSA. Aktive Kohleabbaufronten liegen zu diesem Zeitpunkt in einigen Kilometern Entfernung auf der Ostseite am linken Bildrand. (2011)

Das staatliche Schloss Jezeří (deutsch: Schloss Eisenberg) liegt auf dem Stadtgebiet von Horní Jiřetín (Obergeorgenthal) in der Aussiger Region am südlichen, steil abfallenden Flanke des Erzgebirges in Tschechien. Es steht als Kulturdenkmal unter staatlichem Schutz. Im Sommerhalbjahr werden Führungen für Besucher angeboten.
Direkt unterhalb des Schlosses liegt im Nordböhmischen Becken der aktive Braunkohlen-Großtagebau Důl ČSA. Das gleichnamige Dorf Jezeří (Eisenberg) wurde infolge der Ausweitung des Tagebaues in den 1980er Jahren devastiert. 

## Geschichte

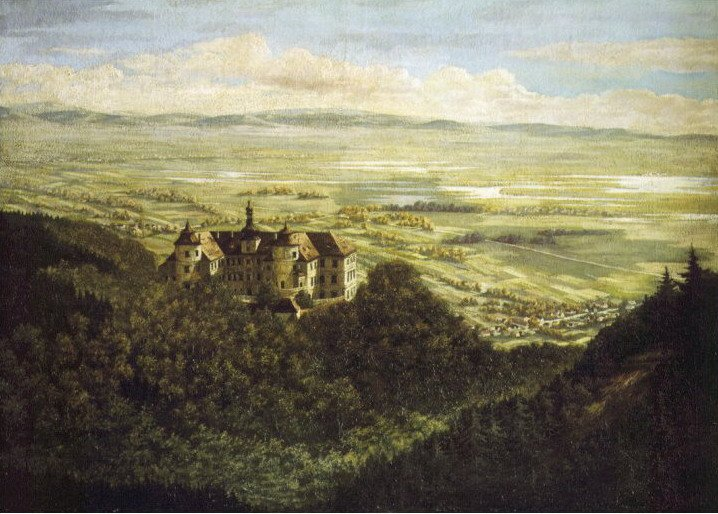
Schloss Eisenberg mit Blick über die Seewiese (1882)

Die ursprüngliche gotische Burg „Eisenberk“ wurde in den Jahren 1363 bis 1365 von den Herren von Ferbenz (Pány ze Rvenic) aus Ervěnice (Seestadtl) errichtet, die damals den Adelstitel von See oder „de Lacu alias de Aysemberg“ erhielten.
Ab 1365 wird als Besitzer ein Nevlas von See (Nevlas de Lacu alias de Aysemberg) genannt. Danach folgten verschiedene Besitzer, darunter die Smolik von Slawitz (Smolík ze Slavic) und ab 1450 auch der durch den sächsischen Prinzenraub bekannte Kunz von Kauffungen. Im Jahre 1459 wurde die Burg durch den böhmischen König Georg von Podiebrad erobert und war dann wieder im Besitz der Smolik von Slawitz.
Da Sigmund Smolik von Slawitz kinderlos starb, fiel die Burg Eisenberg 1513 an seinen Schwager Nikolaus Hochhauser von Hochhaus. Dieser ließ im Jahre 1549 die alte Burg in ein Renaissanceschloss umbauen. Wegen der Teilnahme Hochhausers am Böhmischen Adelsaufstand 1618 wurde die Herrschaft Eisenberg enteignet und im Jahre 1623 von Wilhelm von Lobkowitz übernommen. Dieser ließ das Schloss 1627 zum Barockschloss umbauen.
Bei der Belagerung der von den Schweden besetzten Schlossanlage durch kaiserliche Truppen im Dreißigjährigen Krieg wurde das Schloss 1646 in Brand gesetzt, so dass es für längere Zeit unbewohnbar war. Erst 1690 bis 1696 erfolgte unter Ferdinand Wilhelm von Lobkowitz der Wiederaufbau des Schlosses im barocken Stil in seiner jetzigen Form, das aber 1713 unter Ulrich von Lobkowitz erneut ausbrannte. Nach 1722 wurde das Schloss als Jagdschloss genutzt.

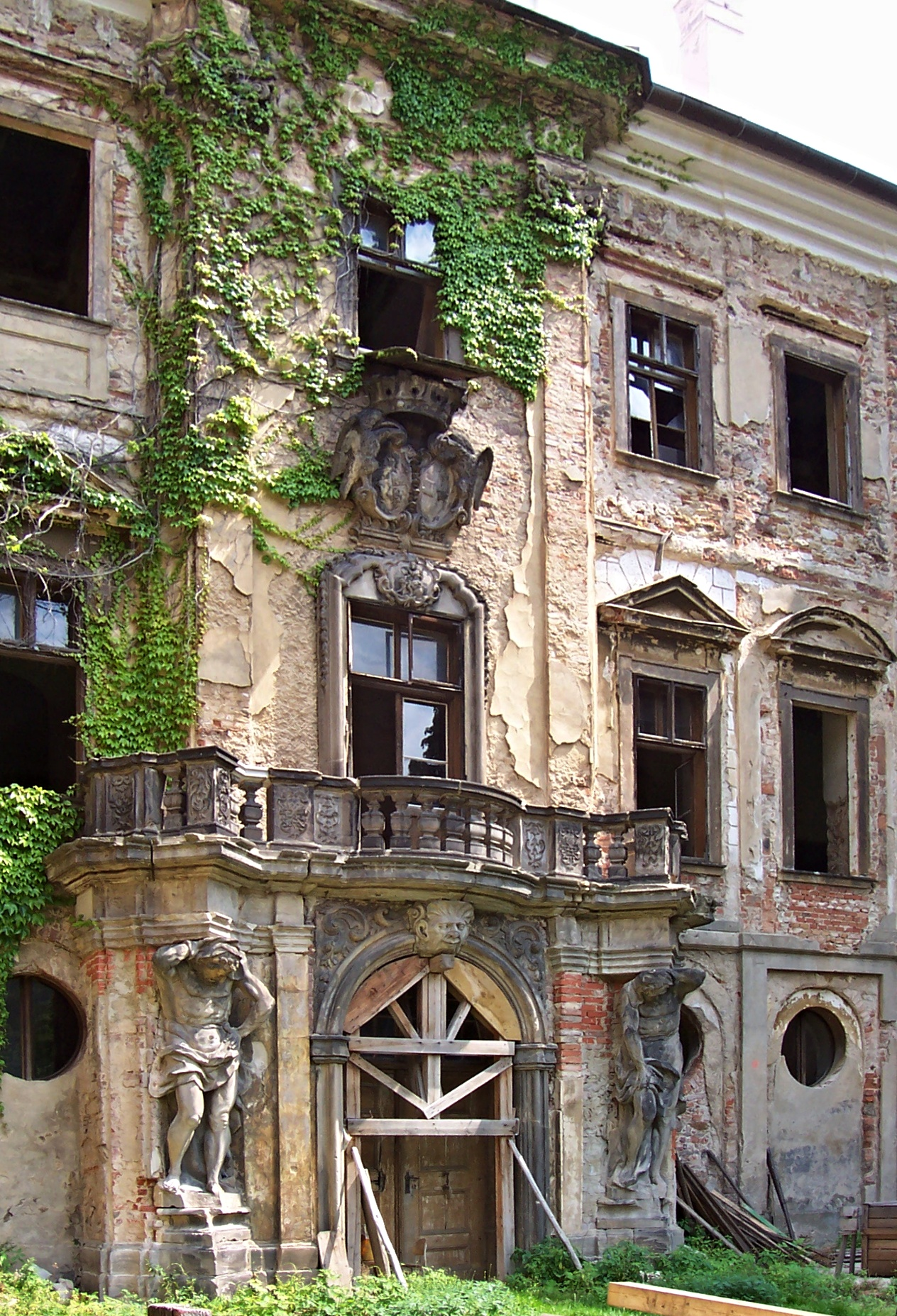
Beschädigtes Hauptportal im Ehrenhof mit den Atlanten. (2004)

Den Grundriss des Schlosses bildet ein doppeltes Kreuz mit vier Flügeln in H-Form und zwei Höfen, die sich zur freien Landschaft hin öffnen. An deren westlichen Enden erheben sich zwei Türme. Der Bau wurde auf der Grundlage von Plänen des böhmischen Barock-Baumeisters Giovanni Battista Alliprandi (1665–1720) geschaffen. Der mittlere, höchste Turm befindet sich über dem Eingangsportal. Das Portal im Ehrenhof wird von zwei Atlanten bewacht. Diese wurden vom Bildhauer Johann Adam Dietz (1671–1742) aus Holschitz (Kreis Komotau) geschaffen, dessen Sohn Ferdinand Dietz (auch Tietz) später in Franken wirkte.
Das Hauptgebäude wird durch ein monumentales Portal betont, deren Innentreppe in eine polygonale große Halle mündet. Das Innere des Schlosses war einmal mit fürstlicher Pracht ausgestattet, es besaß ein vergoldetes Kabinett, einen Audienzsaal, einen Spiegelsaal und einen großen Festsaal, eine Geweihsammlung, das Fürstenzimmer, eine Bibliothek und ein Theater. An der Ost- und Westfassade sind Aussichtsterrassen zu finden.
Die Herrschaft Eisenberg umfasste 1848 auch die Stadt Seestadtl sowie Trupschitz und 21 weitere Dörfer. Neben der Land- und Forstwirtschaft waren auch industrielle Betriebe von Bedeutung, z. B. eine Brauerei, Kalköfen, Ziegeleien und Braunkohlenwerke in Pohlody (Pahlet) und Komotau.
Nach der Gründung der Tschechoslowakei im Oktober 1919 wurden durch die eine Bodenreform Teile der Herrschaft enteignet. Dort wurden neue Bauernhöfe begründet. 
Während des Zweiten Weltkriegs stand das Schloss unter deutscher Zwangsverwaltung, da der Besitzer Max Prinz von Lobkowitz Botschafter der tschechoslowakischen Exilregierung in London war. Auf dem Schloss waren in jener Zeit gefangene hochrangige Offiziere der alliierten Armeen interniert.
Nach dem Zweiten Weltkrieg war das Schloss weiter im Besitz der Familie Lobkowitz. Nach dem kommunistischen Februarumsturz im Jahr 1948 wurden das Schloss und die Herrschaft Eisenberg zugunsten des Staates enteignet. Im September 1950 wurde es an das Ministerium für Nationale Verteidigung übergeben. Es diente fortan der tschechoslowakischen Armee als Unterkunft. Die Innenräume wurden den Bedürfnissen der Armee angepasst, verschiedene Räume wurden zerstört und die Möbel geplündert. Im Jahr 1955 wurde das Schloss vom Innenministerium übernommen. Seit dem Jahr 1958 steht es unter Denkmalschutz.

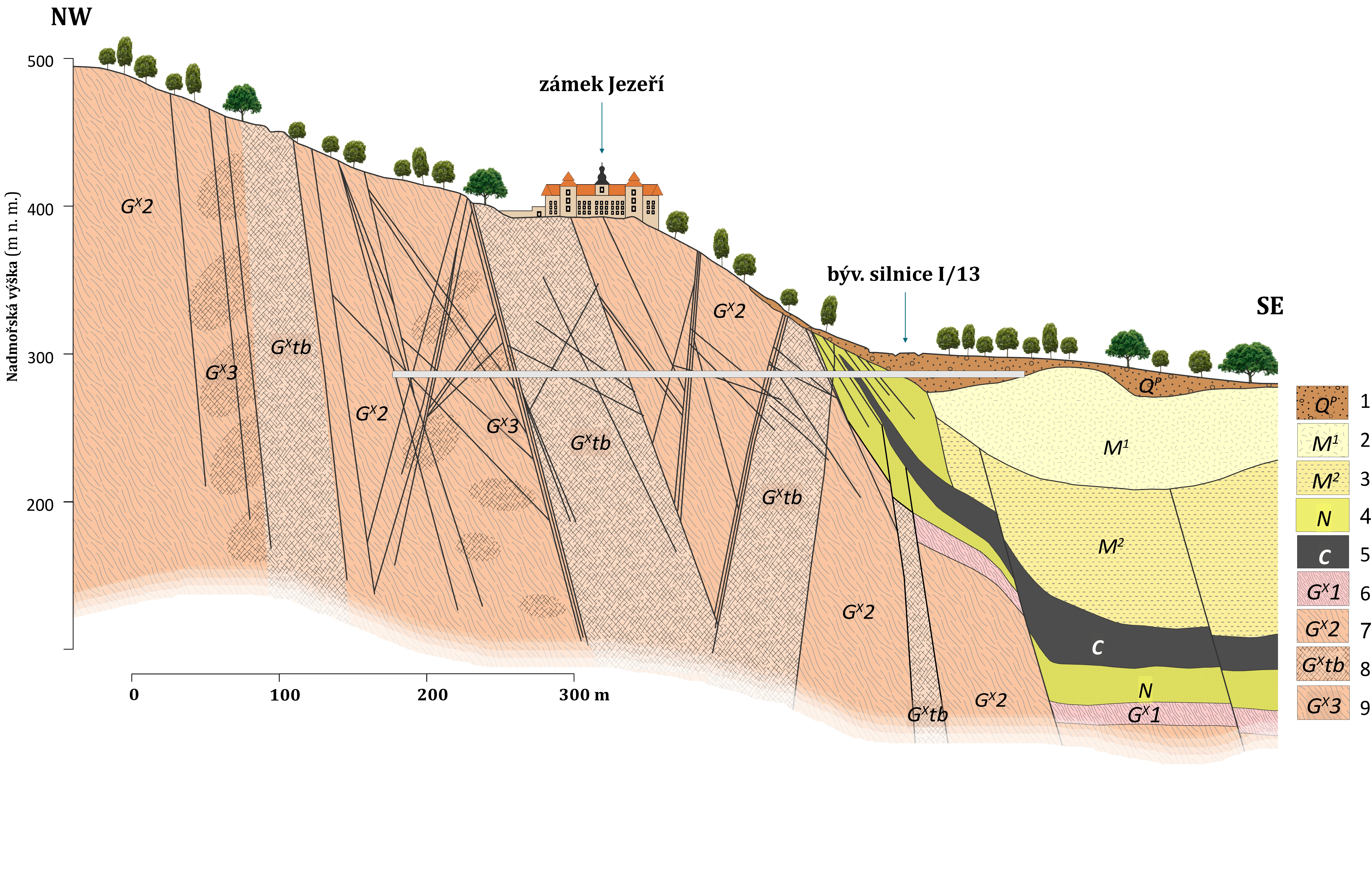
Ursprüngliches geologisches Profil der Erzgebirgsflanke am Schloss. In etwa 150 Metern Entfernung lagen die ersten Kohlevorkommen. Das aubbauwürdige, etwa 300 Höhenmeter unter dem Schloss liegende etwa 30 Meter mächtige Braunkohleflöz unmittelbar nordwestlich der unterbrochenen Fernstraße Silnice I/13 wurde vollständig gewonnen.

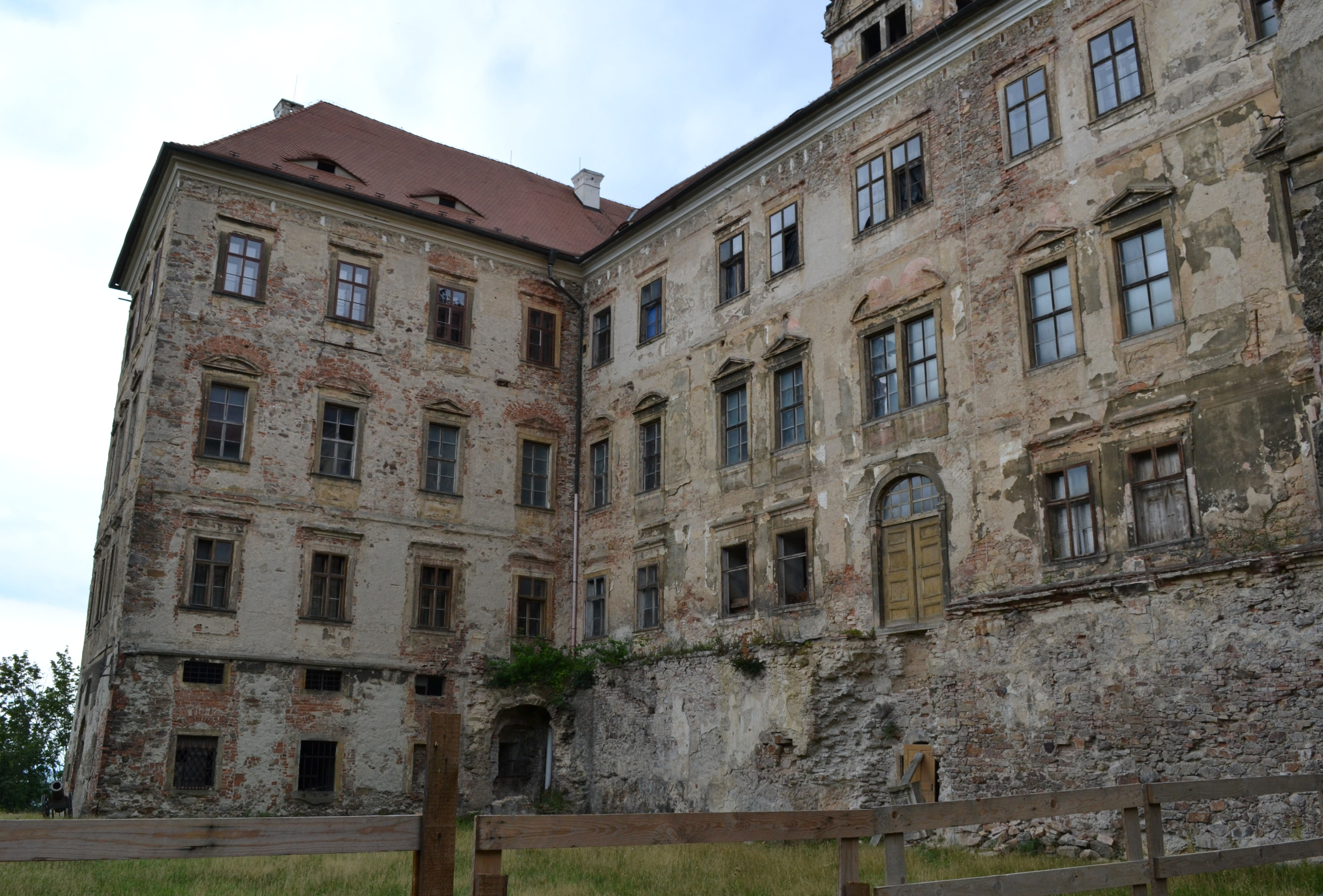
Ostfassade (2019)

Nach der Aufgabe der Nutzung durch verschiedene staatliche Organe kam es 1972 unter die Verwaltung des Regionalzentrums der staatlichen Denkmalpflege und Naturschutz in Ústí nad Labem. 
Infolge der Ausweitung der Braunkohleförderung im Nordböhmischen Becken sollte das Schloss 1987 abgerissen werden, obwohl es auf kohlefreiem Gebiet auf dem Gneis des Erzgebirges steht. Zu jener Zeit befürchtete man, dass der gesamte Abhang des Erzgebirges gegen den Tagebau instabil werden könnte. Planungen der 1980er Jahre gingen von einer vollständigen Entwaldung bis zum Gebirgskamm und einer umfassenden ingenieurtechnischen Sicherung der Gebirgsflanke aus. 
Der Kampf um die Rettung des Schlosses begann in den 1980er Jahren. Erste Arbeiten am Schloss, wie die notwendigen Dachreparaturen, wurden in den Jahren 1988 bis 1991 von einer Bürgerinitiative ausgeführt. 
Im Jahr 1991 wurde das Schloss an die Familie Lobkowicz im Rahmen einer allgemeinen Restitution 1948 enteigneten Privatvermögens rückübertragen. Aufgrund des enormen Investitionsbedarfes – seit 1945 waren offenbar keinerlei grundlegende Instandsetzungen an der Bausubstanz mehr erfolgt – gab die Familie Lobkowicz das Schloss im Jahr 1996 an den Staat zurück.
Der Staat verwaltet das Schloss seitdem als Státní zámek Jezeří. Es wird seitdem stufenweise instand gesetzt. Für die Öffentlichkeit werden im Sommerhalbjahr Führungen durch das Innere des Schlosses und durch den Schlosspark angeboten.

## Schlosspark

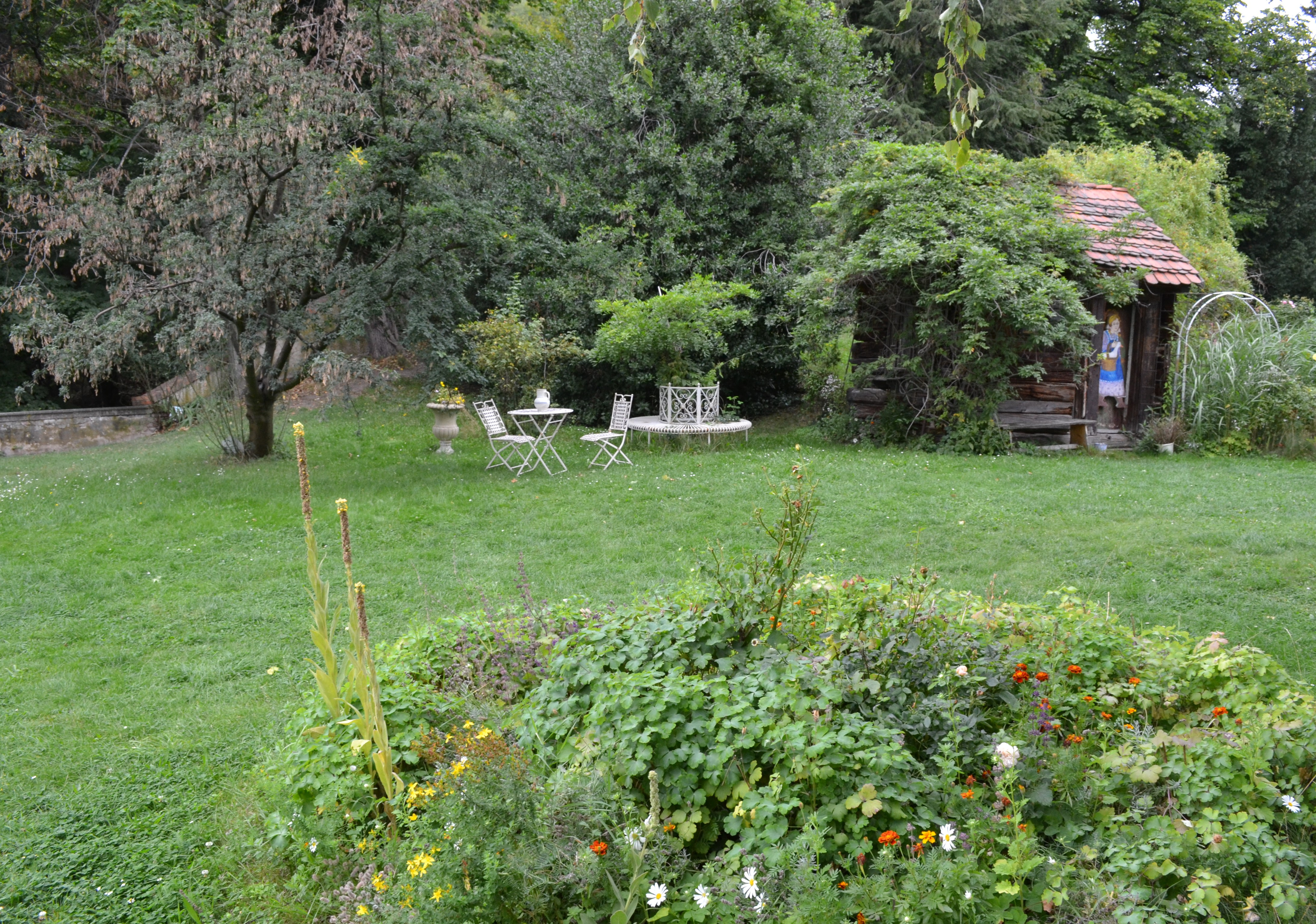
Schlosspark (2019)

Der Schlosspark wurde in den 1820er Jahren als etwa 50 Hektar großer Englischer Landschaftsgarten unterhalb des Burgbergs angelegt. Heute existiert nur noch der untere Teil des Parks, das so genannte „Eisenberger Arboretum“ mit uralten Eichen, Linden, Buchen und weiteren wertvollen Bäumen. Der Park steht unter Denkmalschutz.
Oberhalb des Schlosses geht das Gelände in einen natürlichen Wald über.
Im Park sind die Reste eines Mausoleums für die Lobkowitz-Familie zu finden, erbaut nach 1753 wahrscheinlich von Andreas Altomonte (1699–1780). Im Jahre 1805 wurde im Park die Schlosskapelle „Schmerzen Mariens“ (Kaple Bolestné Panny Marie) errichtet.

## Kultur
Am Ende des 18. Jahrhunderts wurde ein kultureller Höhepunkt unter den Fürsten Franz Joseph Maximilian von Lobkowitz (1772–1816) und Ferdinand von Lobkowitz (1797–1868) erreicht. Seit 1802 gab es im Schloss ein Schlosstheater, an dem auch verschiedene Wiener Schauspieler auftraten, außerdem eine Jagdmusik-Kapelle mit 22 Mitgliedern und den Eisenberger Chor. Die Kapelle hatte ihre größten Erfolge unter der Leitung des italienischen Kapellmeisters Antonio Casimir Cartellieri (1772–1807) und Joseph Cartellieri († 1870 in Eisenberg). Es gastierte auch der italienische Sänger Antonio Brizzi (1770–1854). Daneben gab es das berühmte Eisenberger Gesangsquartett und ein Musik-Oktett. Konzerte fanden auch im Park statt.

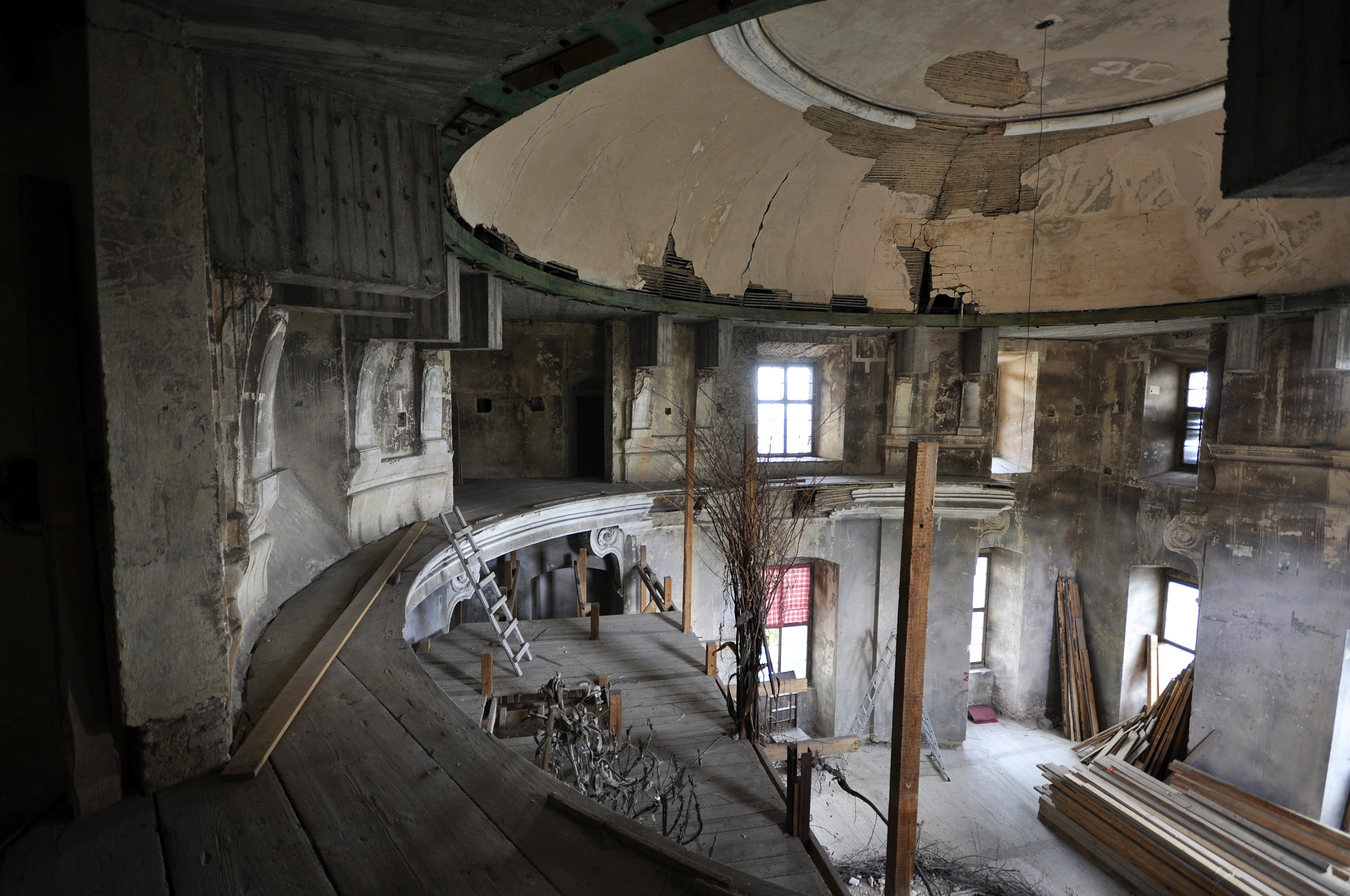
Theatersaal (2016)

Unter Ferdinand Philipp Josef von Lobkowitz (1724–1784), Sohn des Fürsten Philipp Hyazinth von Lobkowitz (1680–1737), kam das Schloss in den Besitz des Neustädter Zweigs der Lobkowitzer. Ferdinand Philipp Josef hatte eine große Vorliebe für die Musik, wovon seine Ankäufe von Musikalien in Wien und die Unterstützung von Christoph Willibald Gluck während dessen Aufenthalts in London (1746) zeugen. Auch der Maler Carl Robert Croll hat Schloss Eisenberg besucht und sein Interieur in Bildern festgehalten.
Wegen der zahlreichen kulturellen und gesellschaftlichen Veranstaltungen besuchten viele Gäste und prominente Persönlichkeiten das Schloss, z. B. Johann Wolfgang von Goethe (1810 und 1812) und sein Herzog Karl August von Sachsen-Eisenach, Ludwig van Beethoven, der spätere Komponist Christoph Willibald Gluck, dessen Vater hier als Forstmeister beim Fürsten angestellt war, und die Brüder Paul Wranitzky und Anton Wranitzky.
Ludwig van Beethoven war ein enger Freund von Franz Joseph Maximilian von Lobkowitz. Seine 3. Symphonie „Eroica“ wurde hier im Schlosstheater aufgeführt, ebenso Joseph Haydns Oratorium „Die Schöpfung“. Schloss Eisenberg hatte damit eine wichtige kulturelle Funktion für die ganze Region.

## Eigentümer
- 1365–1372: Nevlas von See (Nevlas de Lacu alias de Aysemberg), danach Busco von See
- 1407–1410: Peter von Pertz (Petr z Perče)
- 1410–1413: Albrecht von Kolowrat; Burggraf von Elbogen
- 1416–1450: Johann Smolik von Slawitz und seine Nachfolger
- 1450: Familie von Kauffungen
- 1459–1513: Sigmund Smolik von Slawitz (Smolík ze Slavic)
- 1513: Da Smolik von Slawitz kinderlos blieb, übereignete er Eisenberg seinem Schwager Nikolaus Hochhauser von Hochhaus.
- 1623: Wilhelm Popel Freiherr von Lobkowitz
- 1696: Ferdinand Wilhelm von Lobkowitz, Erbauer des heutigen Schlosses
- 1713: Ulrich von Lobkowitz
- 1948: tschechoslowakischer Staat nach Enteignung
- 1991: Restitution an die Familie Lobkowicz
- seit 1996: Tschechische Republik